# Mustelus mosis
Espèce
Répartition géographique
Statut de conservation UICN

 NT  : Quasi menacé
Mustelus mosis est une espèce de requins.